# Bezbog
Bezbog (bolgarsko Безбог) je bolgarski dramski film iz leta 2016, ki ga je režirala in zanj napisala scenarij Ralica Petrova. V glavnih vlogah nastopata Irena Ivanova in Ivan Nalbantov, film je posnet ob bolgarski še v dansko-francoski koprodukciji. Zgodba prikazuje medicinsko sestro Gano (Ivanova), ki preprodaja osebne izkaznice dementnih pacientov na črnem trgu. V to jo žene želja po lahkem zaslužku in odvisnost od morfija, vse bolj prihaja do izraza njena čustvena praznina in strah pred kaznijo.
Film je bil premierno prikazan 11. avgusta 2016 na Mednarodnem filmskem festivalu Locarno, kjer je bil nagrajen z glavno nagrado zlati leopard za najboljši film in tudi za najboljšo igralko (Ivanova). Na Sarajevskem filmskem festivalu je bil nagrajen s posebno nagrado žirije, Ivanova pa je osvojila nagrado srce Sarajeva za najboljšo igralko. Skupaj je film prejel 28 nagrad in še 23 nominacij na svetovnih filmskih festivalih.

## Vloge
- Irena Ivanova kot Gana
- Vencislav Konstantinov kot Aleko
- Ivan Nalbantov kot Yoan
- Dimitar Petkov kot sodnik
- Aleksander Triffonov kot Pavel
- Svezhen Mladenov  kot policist